# Ковентри, Кирсти
Ки́рсти Ли Ко́вентри Сьюард (англ. Kirsty Leigh Coventry Seward; МФА: ['kɜːstɪ 'kɔvəntrɪ]; род. 16 сентября 1983 года, Хараре, Зимбабве) — зимбабвийская пловчиха и политик, деятель международного олимпийского движения, двукратная олимпийская чемпионка, семикратная чемпионка мира, 14-кратная победительница Африканских игр, многократная рекордсменка мира. Самая титулованная спортсменка в истории Зимбабве. Специализировалась в плавании на спине и комплексном плавании. Пик результатов Ковентри пришёлся на 2004—2009 годы, когда она на двух Олимпийских играх и трёх чемпионатах мира на длинной воде суммарно завоевала 15 наград, в том числе 5 золотых.
20 марта 2025 года на 144-й сессии Международного олимпийского комитета избрана 10-м президентом организации.  23 июня 2025 года вступила в должность и стала первой женщиной и первой представительницей Африки на посту президента МОК.
Министр по делам молодёжи, спорта, искусства и отдыха (англ. Minister of Youth, Sport, Arts and Recreation) Зимбабве в 2018—2025 годах при президенте Эммерсоне Мнангагве. Член исполкома МОК, председатель комиссии спортсменов МОК.
По состоянию на март 2025 года владела 11 личными рекордами Зимбабве в плавании в 50-метровых бассейнах (6 из них также являлись рекордами Африки) и 8 рекордами в 25-метровых бассейнах (6 из них также являлись рекордами Африки). При этом на дистанциях 200 и 400 метров комплексным плаванием женские рекорды Зимбабве, установленные Ковентри в 2008 году, быстрее чем мужские.

## Биография и спортивная карьера
Жила и тренировалась в американской Алабаме и выступала за местный клуб «Оберн Тайгерс». Член МОК с 2013 года. Член исполкома МОК, председатель координационной комиссии летних юношеских Олимпийских игр 2026 года в Дакаре.
На счету Ковентри 7 из 8 всех олимпийских наград, завоёванных Зимбабве за всю историю. Ещё одна золотая медаль была выиграна женской сборной по хоккею на траве на Олимпиаде 1980 года в Москве . Ковентри несла флаг Зимбабве на церемониях открытия двух летних Олимпийских игр (2012 и 2016), а также дважды на церемониях закрытия (2008 и 2016).
Президент Зимбабве Роберт Мугабе назвал её «золотой девушкой», а глава НОК Зимбабве Пол Чиньока — «нашим национальным сокровищем».
10 августа 2013 года вышла замуж за своего менеджера Тайрона Сьюарда (англ. Tyrone Seward). В мае 2019 года родила дочь Эллу. В 2024 году родила вторую дочь.

### Ковентри на Олимпийских играх

#### Олимпийские игры 2000
Ковентри дебютировала на Олимпийских играх через несколько дней после своего 17-летия. На Играх 2000 года в Сиднее она выступила на 4 дистанциях — 50 и 100 метров вольным стилем, 100 метров на спине и 200 метров комплексным плаванием. Лучший результат она показала на дистанции 100 метров на спине. В предварительном заплыве она установила национальный рекорд (1:03.05) и прошла в полуфинал с последним, 16-м результатом. В полуфинале вновь побила рекорд Зимбабве (1:02.54), но в финал пройти не смогла, заняв итоговое 12-е место. На дистанции 200 метров комплексным плаванием Ковентри в предварительном заплыве установила рекорд Африки (2:17.73), но заняла только 18-е место и не отобралась в полуфинал.

#### Олимпийские игры 2004
На Олимпийских играх 2004 года в Афинах 20-летняя Ковентри выступила на трёх дистанциях и на каждой завоевала медаль. 
На дистанции 100 метров на спине Ковентри установила рекорд Африки в предварительном заплыве (1:01.60), заняв 4-е место. В полуфинале Ковентри ещё раз улучшили рекорд Африки (1:01.21) и вышла в финал с седьмым временем. 16 августа в финале Ковентри проплыла за 1:00.50 и уступила только рекордсменке мира американке Натали Коглин (1:00.37). Это была вторая в истории Зимбабве олимпийская медаль во всех видах спорта и первая в личной дисциплине. Ранее на счету зимбабвийцев была только золотая медаль в женском хоккее на траве на Играх 1980 года в Москве.
На дистанции 200 метров комплексным плаванием Ковентри показала лучшее время в предварительном заплыве (2:13.33), а затем 4-е время в полуфинале (2:13.68) и прошла в финал. 17 августа в решающем заплыве Ковентри установила рекорд Африки (2:12.72) и заняла третье место, уступив Яне Клочковой (2:11.14) и Аманде Бирд (2:11.70).
На дистанции 200 метров на спине Ковентри показала третье время в предварительном заплыве (2:12.49), а в полуфинале установила рекорд Африки (2:10.04). В финале Ковентри проплыла ещё быстрее (2:09.19) и выиграла своё первое олимпийское золото, на 0,53 сек опередив 18-летнюю россиянку Станиславу Комарову.
Через год после Олимпийских игр в Афинах на чемпионате мира в Монреале Ковентри выиграла золото на дистанциях 100 и 200 метров на спине, а также стала второй на дистанциях 200 и 400 метров комплексным плаванием, оба раза уступив только юной американке Кэти Хофф. Следующий чемпионат мира 2007 года в Мельбурне сложился для Ковентри менее успешно — серебро на дистанциях 200 метров на спине (проигрыш Маргарет Хольцер) и 200 метров комплексным плаванием (проигрыш Кэти Хофф). На дистанции 100 метров на спине Ковентри не смогла выйти в финал, а на дистанции 400 метров комплексом была дисквалифицирована.

#### Олимпийские игры 2008
16 февраля 2008 года побила один из старейших мировых рекордов в плавании — на дистанции 200 м на спине достижение знаменитой венгерки Кристины Эгерсеги держалось с августа 1991 года. Однако уже 5 июля 2008 года американка Маргарет Хольцер отобрала у Ковентри мировой рекорд.
В апреле 2008 года Ковентри завоевала пять медалей на чемпионате мира на короткой воде в Манчестере, включая 4 золота — 100 и 200 метров на спине и 200 и 400 метров комплексным плаванием.
На Играх 2008 года в Пекине Ковентри выступала на 4 дистанциях и завоевала 4 медали.
На дистанции 400 метров комплексным плаванием Ковентри вышла в финал только с седьмым временем (4:36.43), но в решающем заплыве Ковентри проплыла за 4:29.89 — на 1,23 сек быстрее свежего мирового рекорда Кэти Хофф, но австралийка Стефани Райс проплыла ещё быстрее, опередив Ковентри на 0,44 сек. Результат Ковентри уже более 16 лет остаётся рекордом Африки.
10 августа в предварительном заплыве на дистанции 100 метров на спине показала время 59,00, что на 0,68 сек превысило прежний олимпийский рекорд, установленный 4 годами ранее в Афинах американкой Натали Коглин. От мирового рекорда той же Коглин Ковентри отделили всего лишь 0,03 сек. На следующий день в полуфинале Ковентри установила мировой рекорд, показав время 58,77 сек, обогнав ставшую второй Коглин на 0,66 сек. 12 августа в финале не сумела повторить свой результат: Коглин, показав 58,96 сек, стала олимпийской чемпионкой, а рекордсменка мира Ковентри, как и 4 годами ранее, осталась с серебром, проиграв американке более 2 десятых секунды. В июле 2009 года мировой рекорд у Ковентри отобрала россиянка Анастасия Зуева. Результат Ковентри в полуфинале остаётся рекордом Африки уже более 16 лет.

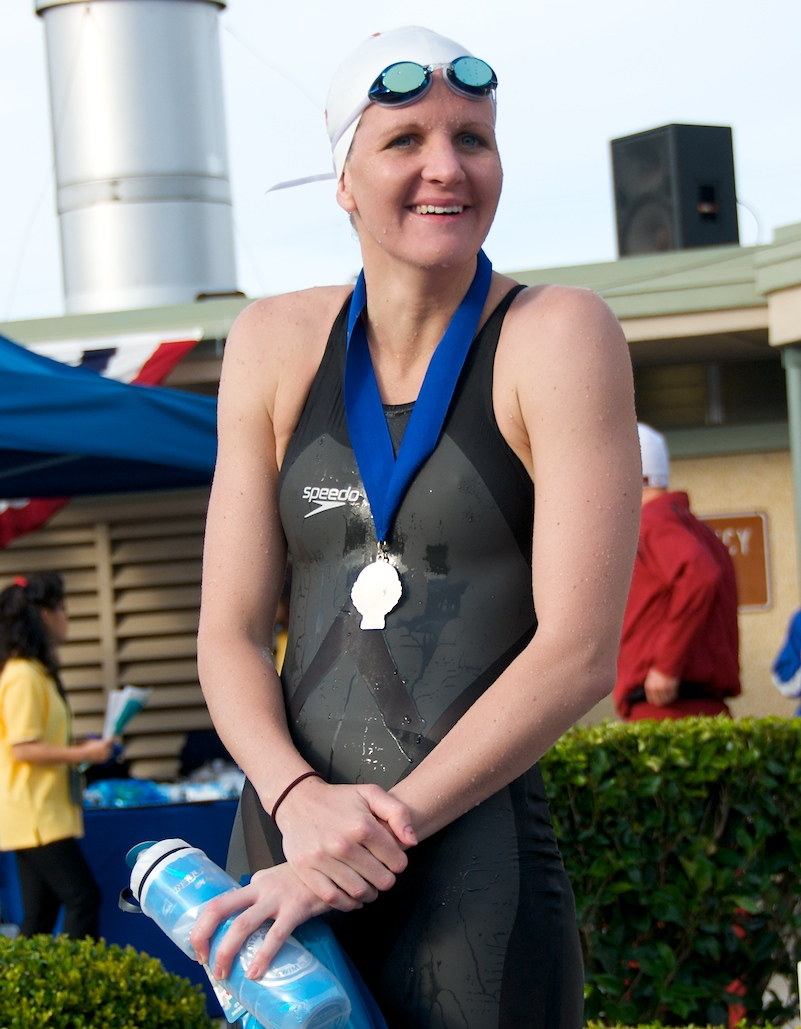
2009 год

На дистанции 200 метров комплексным плаванием в целом повторилась история с дистанцией 400 метров комплексом. Ковентри вышла в полуфинал с 8-м результатом (2:12.18). В полуфинале Ковентри установила олимпийский рекорд (2:09.53), опередив всех соперниц более чем на секунду. В финале Ковентри проплыла за 2:08.59, что было на 0,33 сек быстрее мирового рекорда Стефани Райс, установленного в марте 2008 года. Однако сама Райс проплыла ещё быстрее — за 2:08.45 и вновь не позволила Ковентри выиграть олимпийского золото в комплексном плавании. Этот время Ковентри также остаётся рекордом Африки уже более 16 лет.
До старта на дистанции 200 метров на спине Ковентри завоевала на пекинских Играх три серебряные медали. Однако на дистанции 200 метров Ковентри была действующей олимпийской чемпионкой и по праву надеялась на своё второе олимпийское золото. Уже в предварительном заплыве Ковентри установила олимпийский рекорд (2:06.76), побив достижение Кристины Эгерсеги 16-летней давности. Ближайшая соперница проиграла Ковентри почти 2 секунды. В полуфинале зимбабвийка проплыла немного медленнее (2:07.76), но также показала лучшее время. И в финале она доказала, что ей нет равных на этой дистанции — захватив лидерство со старта, Ковентри опередила рекордсменку мира Маргарет Хольцер, обогнав её на 0,99 сек и установила новый мировой рекорд — 2:05.24.
Через год после Олимпийских игр в Пекине на чемпионате мира в Риме Ковентри выиграла золото на дистанции 200 метров на спине с мировым рекордом (2:04.81) и стала второй на дистанции 400 метров комплексным плаванием, уступив молодой Катинке Хоссу. Это были последние крупные успехи Ковентри на мировом уровне.

#### Олимпийские игры 2012
На Олимпийских играх в Лондоне Ковентри выступала на трёх дистанциях — 100 и 200 метров на спине и 200 метров комплексным плаванием.
На дистанции 100 метров на спине Ковентри с трудом вышла в полуфинал (1:00.24), но там не сумела улучшить своё время и в финал не попала. Олимпийский рекорд Ковентри был побит Эмили Сибом уже в предварительном заплыве.
На дистанции 200 метров комплексным плаванием Ковентри в предварительном заплыве показала второе время (2:10.51), но затем с трудом вышла в финал, показав восьмое время в полуфинале (2:10.93). В финале Ковентри проплыла ещё медленнее (2:11.13) и осталась шестой.
На дистанции 200 метров на спине Ковентри в финале показала 2:08.18 и заняла шестое место, золото выиграла Мисси Франклин, которая отобрала у Ковентри и мировой, и олимпийский рекорды — 2:04.06.

#### Олимпийские игры 2016
На Олимпийских играх 2016 года, которые стали пятыми в карьере 32-летней Ковентри, она выступала только на дистанциях 100 и 200 метров на спине. 
На дистанции 100 метров Ковентри выбыла на стадии полуфинала, показав время 1:00.26. На 200-метровке она сумела пробиться в финал, который стал 10-м олимпийским в карьере зимбабвийки. Там, 12 августа 2016 года, она показала шестой результат — 2:08.80 (на две с лишним секунды быстрее, чем в финале Олимпийских игр 2012 года), от бронзовой медали в последний олимпийский старт её отделило более секунды.

### Результаты на крупнейших соревнованиях

#### Олимпийские игры
7 медалей (2 золотые, 3 серебряные, 1 бронзовая)
| Дистанция                        | 2000 | 2004 | 2008 | 2012 | 2016 |
| -------------------------------- | ---- | ---- | ---- | ---- | ---- |
| 50 метров вольным стилем         | 36   | —    | —    | —    | —    |
| 100 метров вольным стилем        | 28   | —    | —    | —    | —    |
| 100 метров на спине              | 12   | 2    | 2    | 14   | 11   |
| 200 метров на спине              | —    | 1    | 1    | 6    | 6    |
| 200 метров комплексным плаванием | 18   | 3    | 2    | 6    | —    |
| 400 метров комплексным плаванием | —    | —    | 2    | —    | —    |

#### Чемпионаты мира
8 медалей (3 золотые, 5 серебряных)
| Дистанция                        | 2003 | 2005 | 2007 | 2009 | 2011 | 2013 | 2015 |
| -------------------------------- | ---- | ---- | ---- | ---- | ---- | ---- | ---- |
| 100 метров на спине              | 19   | 1    | 14   | 8    | —    | —    | 10   |
| 200 метров на спине              | 14   | 1    | 2    | 1    | 12   | —    | 14   |
| 200 метров комплексным плаванием | 9    | 2    | 2    | 4    | 9    | —    | 25   |
| 400 метров комплексным плаванием | 14   | 2    | DSQ  | 2    | 14   | —    | —    |

## Карьера спортивного функционера

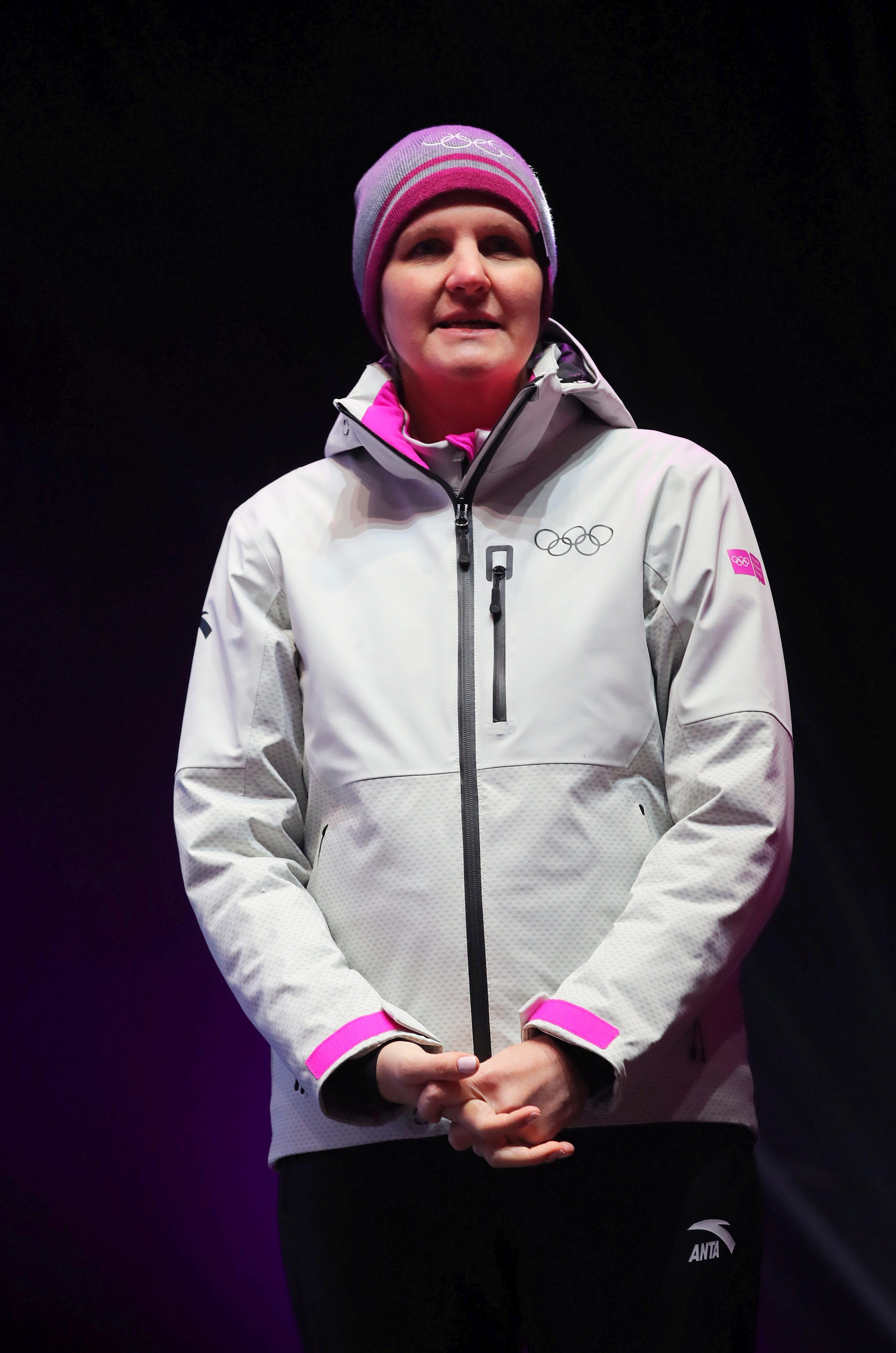
Ковентри на зимних юношеских Олимпийских играх 2020 года

С 2013 года является членом МОК и Олимпийского комитета Зимбабве. С 2018 года занимает пост министра спорта, отдыха, искусства и культуры Зимбабве.

### Президент МОК
20 марта 2025 года была избрана новым президентом Международного олимпийского комитета, срок полномочий восемь лет. За неё проголосовали 49 из 97 членов МОК. Тем самым она стала первой женщиной и первым представителем Африки на посту президента МОК.

## Достижения
- На Олимпийских играх 2004 и 2008 выигрывала медали на всех 7 дистанциях, на которых стартовала.
- После Олимпиады 2000 года в Сиднее, где в 17 лет сумела пробиться в один из полуфинальных заплывов, была признана лучшей спортсменкой года в Зимбабве.
- В 2004—2005 и 2007—2009 годах 5 раз признавалась лучшей пловчихой Африки.
- Принесла команде Зимбабве все индивидуальные олимпийские медали.